# Ma Huan

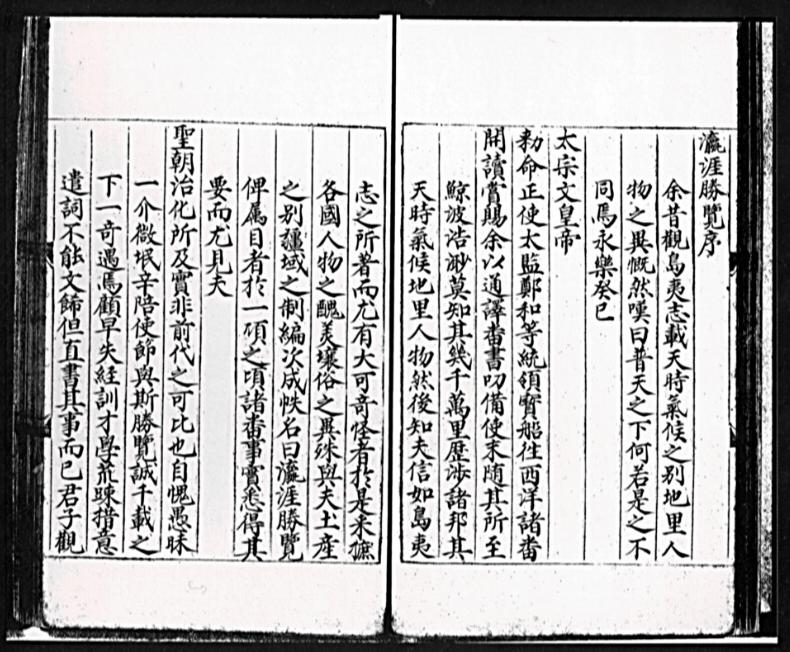
Una pàgina del Ying-yai Sheng-lan de Ma Huan

Ma Huan (en xinès tradicional: 馬歡; en xinès simplificat: 马欢; en pinyin: Mǎ Huān), de nom honorífic Chung-dao i del nom de ploma Llenyataire de les muntanyes, nascut al xian d'Hui Ji a la província xinesa del Zhejiang, fou un viatger xinès musulmà. Va acompanyar l'almirall Zheng He com a intèrpret en 3 de les seves 7 expedicions cap a "els mars de l'Oest".
En la 3a expedició el 1413, va visitar Xampa, Java, Palembang (a Sumatra), Siam, Cochin (Índia) i Ormuz a l'Orient Mitjà.
En l'expedició de 1421, va visitar Malacca, Aru, Sumatra, Ceilan, Cochin i Calicut (Índia), el Dhofar i el regne d'Ormuz.
I el 1431, va visitar Chittagong a Bengala, Sonargaon, Gaur i Calicut a l'Índia. De Calicut, l'eunuc Hong Bao l'envia com a emissari a la Meca.
En els seus viatges, Ma Huan prenia notes sobre la geografia, la política, el clima, l'entorn, l'economia, els costums locals, i fins i tot els mètodes de càstig per als criminals. En tornar a casa de la primera expedició va començar a escriure un llibre sobre les seves experiències; el primer manuscrit va estar acabat el 1416. El va expandir i modificar durant posteriors expedicions i la versió final va estar llesta vers 1451. El títol del llibre fou Ying-yai Sheng-lan (Descripció completa de les costes dels Oceans).
Sota les dinasties dels Ming i dels Qing, es van fer diverses còpies impreses o copiades a mà. El darrer autèntic text d'una versió impresa fou editat i anotat per l'historiador Feng Chen Jun. Una nova edició basada en un exemplar copiat a mà durant la dinastia Ming fou publicat modernament per Ocean Publishing House a la Xina. Una traducció anglesa de J.V.G. Mills per a la Hakluyt Society, el 1970, fou reimpressa el 1997 per The White Lotus Press a Bangkok. La traducció de Mills estava basada en l'edifició de Feng Cheng Jun (Feng Ch'eng-Chun)
El Ying-yai Sheng-lan és considerat pels xinòlegs del món com una font primeria per la història naval de la dinastia Ming, per la història del sud.est d'Àsia i per la història de l'Índia.
Alguns investigadors han treballat sobre Ma Huan:
- Jan Julius Lodewijk Duyvendak
- F. Hirth
- Paul Pelliot
- Feng Chen jun
- Xiang Da